# Gestratz
Gestratz település Németországban, azon belül Bajorországban. Lakosainak száma 1290 fő (2023. december 31.). Gestratz Isny im Allgäu, Röthenbach, Grünenbach és Argenbühl községekkel határos.

## Népesség
A település népessége az elmúlt években az alábbi módon változott:
| Lakosok száma | 1244 | 1043 | 1046 | 1224 | 1228 | 1252 | 1262 | 1280 | 1294 | 1290 |
|               | 1875 | 1970 | 1975 | 2011 | 2013 | 2014 | 2016 | 2019 | 2021 | 2023 |